# Parafia św. Katarzyny w Kochłowach
Parafia Świętej Katarzyny w Kochłowach – parafia rzymskokatolicka znajdująca się w diecezji kaliskiej, w dekanacie Ostrzeszów.